# GiFi
GiFi (abbreviazione di Ginestet Philippe) è una società commerciale francese che distribuisce con questo marchio prodotti a basso prezzo per la casa e la famiglia, vicini all'hard discount non alimentare. GiFi è un marchio noto per il suo slogan “Genius Ideas”.
Il marchio è presente principalmente in tutta la Francia con 568 negozi nel 2021. È presente anche in Svizzera, Spagna, Italia e in Africa.

## Storia
Il 18 settembre 1981, Philippe Ginestet apre un primo punto vendita a Villeneuve-sur-Lot sul concetto di vendita: “Gifi, il vero soldeur” .
Nel 1983, Philippe Ginestet apre il secondo negozio con Laurent Karcenty a Sarlat, in una “terra commercialmente desolata”, e inizia a produrre per proprio conto, vendendo all'ingrosso.
Nel 1986, nel sud-ovest della Francia si trovavano nove punti vendita. Il concetto si sta evolvendo dal venduto a quello di primo prezzo. “Gifi il vero venditore” diventa “Gifi center”. Nel 1988 Gifi creò un proprio centro acquisti e iniziò ad approvvigionarsi direttamente dai paesi asiatici.
Nel 1993 viene inaugurato il cinquantesimo negozio e in quell’anno il marchio adotta lo slogan attuale: “Gifi, idee geniali!”. Nel 1998, apertura del 100° punto vendita a Péronne, nella Somme.
Nel 2002, Gifi ha aperto i suoi primi negozi nei territori francesi d'oltremare (Guadalupa, Guyana) e all'estero. Il 26 aprile 2003, è stato aperto il primo negozio Gifi in Belgio, a Ostenda. Nel 2004 sono stati aperti tre negozi Gifi in Spagna. Lo sviluppo della concessione del marchio è iniziato nel 2009.

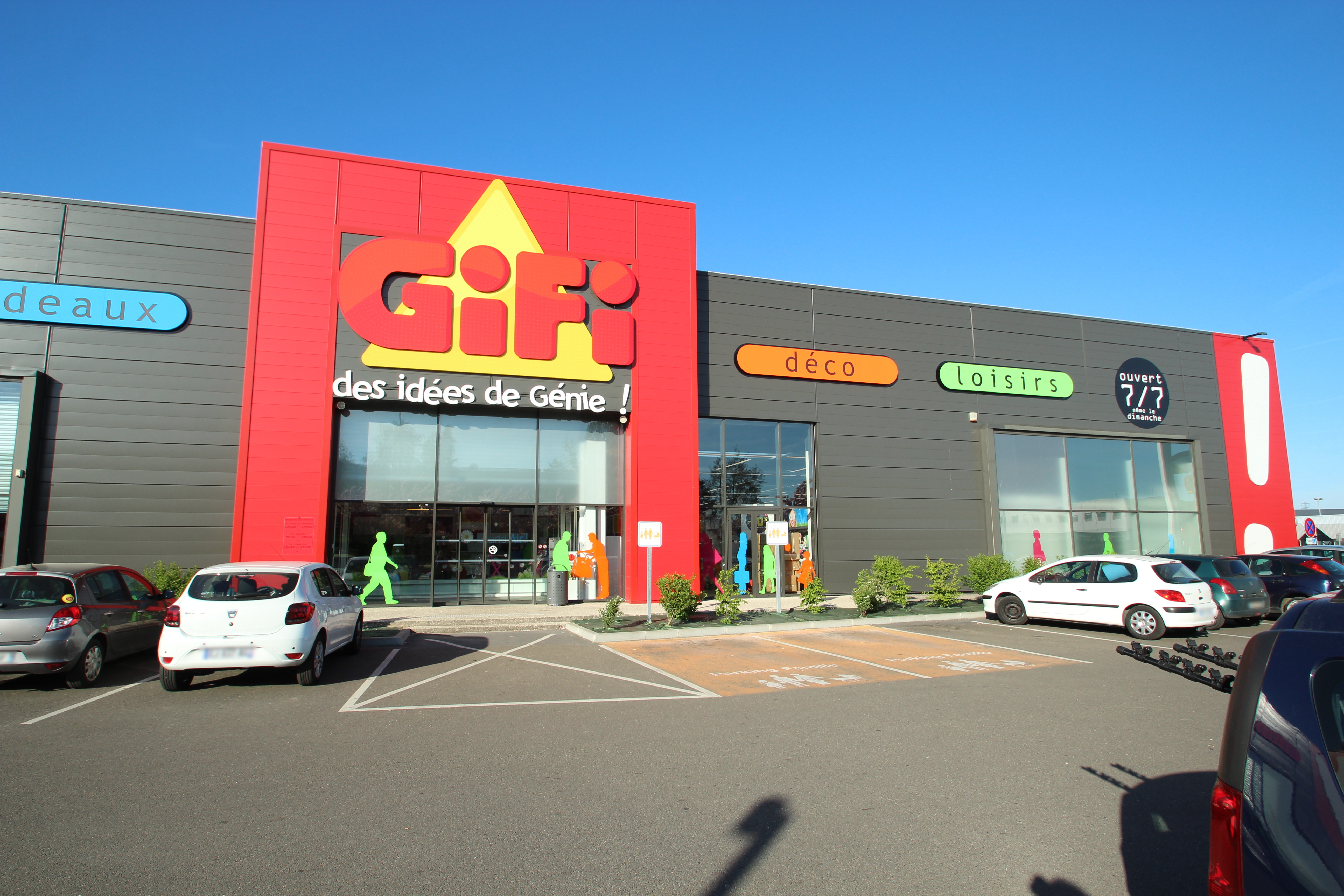
Negozio GiFi a Coignières

Nel 2008, Gifi ha acquistato i laboratori Mességué (società di aromaterapia, fitoterapia e cura delle piante creata da Maurice Mességué).
Nel 2011, apertura della prima concessione internazionale del marchio, in Marocco. Il 18 settembre 2011, Gifi festeggia il suo 30º anniversario e nel 2013 inaugura il suo 400° punto vendita. Nel 2016, apertura della seconda concessione internazionale del marchio, in Costa d'Avorio. Nel 2016 Gifi ha lasciato il Marocco e ha chiuso il suo ultimo negozio marocchino a Marrakech.
Il 26 giugno 2017, Gifi viene incaricata dal tribunale commerciale di Bobigny di rilevare il marchio Tati. La ripresa è un fallimento  e, il 16 luglio 2019, il gruppo annuncia il passaggio entro il 2020 della maggior parte dei negozi Tati sotto il proprio marchio. Nel frattempo, la società madre di Gifi, GPG (Groupe Philippe Ginestet), e Weinberg Capital Partners rilevano nel settembre 2018 Scarpe Besson.
Il gruppo è presente anche nel settore immobiliare ed è “uno dei più grandi proprietari commerciali in Francia, con 1,2 milioni di m2 di negozi, magazzini e uffici”.

### Quotazione
Gifi è stata quotata alla Borsa di Parigi nel 1996 ed è utilizzata nel calcolo degli indici di borsa (SBF 250 , CAC Small, ecc.).
Nel 2011 Gifi ha annunciato che avrebbe lasciato il rating a seguito di un'offerta pubblica di acquisto. La maggioranza delle azioni appartengono a Philippe Ginestet, a sua moglie, a suo figlio e una piccola minoranza alla società stessa. Una classifica del 2018 della rivista Challenges colloca Philippe Ginestet (e la sua famiglia) al 132º posto tra le fortune francesi con 700 milioni di euro.

## Controversie

### Strategia pubblicitaria
Nel 2016 e nel 2017 due pubblicità del marchio Gifi hanno suscitato scalpore, essendo state denunciate come sessiste.

### Promozioni
Nel giugno 2020, con la revoca del lockdown in Francia, Gifi ha lanciato una campagna annunciando promozioni del -50% in tutti i negozi. Il programma fa infatti riferimento a voucher utilizzabili successivamente e il marchio è accusato dai consumatori di aver manomesso le etichette per aumentare i prezzi.